# Amphisbetia recta
Amphisbetia recta är en nässeldjursart som först beskrevs av V.S. Bale 1882.  Amphisbetia recta ingår i släktet Amphisbetia och familjen Sertulariidae. Inga underarter finns listade i Catalogue of Life.